# Fredrik Landahl
Fredrik Landahl, född den 20 mars 1832 i Götlunda socken, Skaraborgs län, död den 5 maj 1898 i Mariestad, var en svensk präst. Han var son till Mårten Landahl och måg till Sven Lundblad.
Landahl blev student vid Uppsala universitet 1852. Han prästvigdes 1855. Landahl blev komminister i Björke församling 1860, komminister i Slöta församling 1863, kyrkoherde i Mariestads församling 1874 och kontraktsprost 1885. Landahl blev teologie doktor 1893 och var kyrkomötesombud 1883, 1888 och 1893. Han utgav betraktelser och läroböcker. Landahl blev ledamot av Nordstjärneorden 1887.